# Gergei
Gergei (en sard, Gerxei) és un municipi italià dins de la província de Sardenya del Sud. L'any 2007 tenia 1.457 habitants. Es troba a la regió de Trexenta. Limita amb els municipis de Barumini (VS), Escolca, Gesturi (VS), Ísili, Mandas i Serri.

## Administració
| Període | Identitat        | Partit        |
| ------- | ---------------- | ------------- |
| 2006-   | Francesco Anedda | Llista cívica |